# Costică Brădățan
Costică Brădățan (n. 1971, Drăgoiești, România) este un filosof român-american,                                    profesor de studii umaniste la Texas Tech University, SUA și profesor onorific de filosofie la Universitatea Queensland, Australia.

## Viață personală
În anul 1989, acesta a absolvit un liceu Industrial de Prelucrare a Lemnului din Suceava. În 1990, a început Facultatea de Drept din București, dar a renunțat după doi ani pentru a se înscrie la Facultatea de Filosofie. Din 1996 până în 2000, când a părăsit țara, a scris aproape săptămânal pentru publicația Adevărul Literar și Artistic. În 2000, a plecat în Anglia, la Universitatea din Durham, unde a colaborat cu filozoful englez David Cooper. După ce a susținut un doctorat în Anglia (2003), a plecat în Statele Unite ale Americii unde a avut mai întâi două poziții postdoctorale, la Cornell University în New York și Miami University în Ohio. Ulterior, a obținut o poziție permanentă la Texas Tech University. 
Costică Brădățan este căsătorit. Soția sa a obținut un doctorat în sociologie la Universitatea Penn State. 

## Carieră
De-a lungul anilor a lucrat la Universitatea din București, Cornell University, Miami University, University of Wisconsin-Madison, University of Notre Dame și Arizona State University, precum și la o serie de universități din Europa (Germania, Italia, Franța, Polonia, Spania, Malta, Olanda), Asia (India, Japonia, Turcia, Coreea de Sud) și America Latină (Brazilia, Costa Rica).  
A scris, printre altele, O introducere la istoria filosofiei românești în secolul XX (2000), Jurnalul lui Isaac Bernstein (2001), The Other Bishop Berkeley: An Exercise in Reenchantment (2006), Dying for Ideas: The Dangerous Lives of the Philosophers [A muri pentru o idee. Despre viața plină de primejdii a filosofilor] (2015) și In Praise of Failure (2023). Lucrările sale au fost traduse în diverse limbi, precum olandeză, germană, italiană, chineză, vietnameză, turcă și farsi. A publicat de asemenea recenzii de carte, eseuri și editoriale în New York Times, Washington Post, Times Literary Supplement, Aeon, Dissent, The New Statesman etc. Costică Brădățan face parte din echipa redacțională a revistei Los Angeles Review of Books și coordonează două colecții de carte: „Philosophical Filmmakers“ (Bloomsbury) și „No Limits“ (Columbia University Press).

## Opera
- O introducere la istoria filosofiei românești în secolul XX, Editura Fundației Culturale Române, București, 2000.
- Jurnalul lui Isaac Bernstein, Editura Nemira, București 2001.
- The Other Bishop Berkeley: An Exercise in Reenchantment, Fordham University Press, New York, 2006.
- In Marx’s Shadow. Knowledge, Power and Intellectuals in Eastern Europe and Russia (volum editat împreună cu Serguei Alex. Oushakine), Lexington Books, Lanham, 2010.
- Philosophy, Society and the Cunning of History in Eastern Europe (editor), Routledge, London & New York, 2012.
- Religion in Contemporary European Cinema. The Postsecular Constellation (volum editat împreună cu Camil Ungureanu), Routledge, London & New York, 2014.
- Sacrifice and Cinema (volum editat împreună cu Camil Ungureanu), Routledge, London & New York, 2015.
- Philosophy as a Literary Art. Making Things Up (editor), Routledge, London & New York, 2015.
- Dying for Ideas: The Dangerous Lives of the Philosophers, Bloomsbury, New York, 2015. 
  - în limba română: A muri pentru o idee. Despre viața plină de primejdii a filosofilor, trad. de Vlad Russo, Editura Humantias, București, 2018.

- In Praise of Failure. Four Lessons in Humility, Harvard University Press, Cambridge, MA, 2023.
- The Herd in Our Head (în curs de apariție la Princeton University Press).

## Eseuri și interviuri în limba română
- ”Umorul este ingredientul unei bune ars moriendi” (interviu în Dilema Veche).
- ”Murind cum trebuie îți dai sens vieții” (interviu pentru pressone.ro Arhivat în 21 februarie 2019, la Wayback Machine.)
- ”Erezia ar trebui să facă parte din chiar definiția filozofiei: să fii în stare să spui nu, să înoți împotriva curentului!” (interviu în contributors.ro)
- ”Cum și de ce eșuăm” (eseu apărut în scena9.ro)
- ”Despre darurile umilinței” (eseu apărut în scena9.ro)